# 福井県道190号小曽原武生線
福井県道190号小曽原武生線（ふくいけんどう190ごう おぞわらたけふせん）は福井県丹生郡越前町と同県越前市を結ぶ一般県道である。

## 路線概要
嶺北中央に位置する越前市と同じく西側に位置する越前町とを結ぶ役割を担う県道である。主要地方道である福井県道2号武生美山線と小曽原集落とを結んでいる。県道としては長い部類に入る道路で、様々な県道と接続しながら終点の越前市に至る道である。嶺北の西部と中央部を結ぶ役割を担うと置き換えることも出来る非常に重要な県道である。

### 路線データ
- 起点：福井県丹生郡越前町小曽原
- 終点：同県越前市村国町

## 通過する自治体
- 福井県
  - 丹生郡越前町 - 越前市

## 道路状況
かなり様々な地理的条件を走る県道である。ループ状の陸橋を持つ高規格な道路から山岳地帯を走るクネクネとした道路までかなり幅のある道といえる。起点附近の道は全般的に細く、離合が困難なほどではないがかなり心的プレッシャーがかかる箇所もある。全線を利用する人は少ないであろうが、国道365号と接続し間接的に国道8号、国道305号とも接続しているため、部分的な利用は非常に多い県道である。時には渋滞が起きる箇所もあるので通行の際には注意したい道である。

## 接続道路
- 福井県道3号福井大森河野線（越前町小曽原、起点）
- 福井県道4号越前宮崎線（越前町小曽原、起点 - <重複> - 同地籍）
- 国道365号（旧丹南広域農道）（越前市上太田町）
- 福井県道28号福井朝日武生線（越前市新町・大虫口交差点）
- 福井県道12号武生停車場線（越前市蓬萊町・蓬萊交差点）
- 福井県道2号武生美山線（越前市村国三丁目・村国交差点、終点）

## 沿線
- 相ノ木邸
- 金刀比羅山宮
- ふくい農業ビジネスセンター（旧・福井県農業研修所）
- 大虫神社
- 福井県丹南土木事務所
- 越前市武生公会堂記念館 - 旧武生市公会堂を改装した歴史博物館